# Sugata Mitra
Sugata Mitra (nació el 12 de febrero de 1952 en Calcuta, Bengala Occidental, India) es profesor de Educational Technology en la School of Education, Communication and Language Sciences de la Universidad de Newcastle, Reino Unido. También es jefe científico, emérito, en el NIIT. Reconocido por ser el promotor del experimento Hole in the Wall o HIW (El Agujero en la Pared por sus siglas en inglés), con el cual en el año de 1999 colocó una computadora en un quiosco creado en una pared en un barrio bajo en Kalkaji, Nueva Delhi y los niños tenían libre acceso a usarlo.
El experimento procuraba probar que los niños podrían aprender de las computadoras con mucha facilidad sin ningún entrenamiento formal. Sugata lo denominó Minimally Invasive Education (MIE) o Educación Mínimamente Invasiva. Desde entonces el experimento ha sido repetido en muchos lugares, HIW tiene más de 23 quioscos en la India rural. En 2004 el Experimento también fue usado en Camboya. Su interés incluye la educación infantil, presencia remota, sistemas de autoorganización, sistemas cognitivos, física y conciencia. 
Mitra fue ponente en el V Seminario Internacional de la Cátedra UNESCO de E-learning de la Universidad Abierta de Cataluña.
En 2013, el profesor Mitra obtuvo el premio TED de Tecnología, Entretenimiento y Diseño.

## Educación y carrera

### Trabajo científico inicial
Mitra es un líder partidario de la educación mínimamente invasiva (MIE, en inglés). Es PHD en física y se le atribuyen más de 25 inventos en el área de Ciencia cognitiva y Educación tecnológica en el año 2005.
Iniciando con el cómputo de orbital molecular en los años 70, Mitra descubrió que la estructura de las moléculas orgánicas determinan su función más que los átomos constituyentes (Crystal structure sensitivity of the band structure of organic semiconductors. S.C. Mathur and S. Mitra, Journal of Phys.C Solid State, 12, (2) (1979) UK).
Después de su Ph.D. en Solid State Physics del IIT, en Delhi, continuó con investigaciones sobre Sistemas de almacenamiento de energía, primero en el Centre for Energy Studies (Centro para los Estudios Energéticos) en el IIT y luego en la Technische Universitat (Universidad Técnica), en Viena, Austria. Esto resultó en un nuevo diseño para las baterías de Zinc-Cloro, ahora utilizadas por el ejército (A design for zinc-chlorine batteries. S. Mitra, Journal of Power Sources, 8, 359-367 (1982) USA).
Sus intereses en el flujo eléctrico a través de sistemas biológicos, una consecuencia de su investigación Ph.D. sobre la disociación de excitones en semiconductores orgánicos, avanzó en un documento base para la especulación del porqué los órganos de los sentidos en los humanos están ubicados donde están (A correlation between the location and sensitivity of human sense organs. A.K. Banerjee and S. Mitra, Spec. Science and Technology, 5, (2), 141 (1982) Australia).
En los años 80 su inclinación por las redes computacionales lo guio hasta los emergentes sistemas de impresión. Estableció el primer sistema de publicación de periódicos basado en una red de área local en la India en 1984 y siguió con la industria de Desktop Publishing o autoedición (Compositors that compute, S. Mitra, Computers Today, May 1985, India). En esta ocasión promovió la invención de una base de datos editorial en red LAN y creó la industria de las "Páginas Amarillas" en India y Bangladés.

### Educación y ciencias cognitivas
Una vez más su interés en la mente humana lo llevó a las áreas del aprendizaje y la memoria y estuvo entre los primeros en el mundo en demostrar que las redes neurales simuladas podían ayudar a descifrar los mecanismos de la enfermedad de Alzheimer (The effect of synaptic disconnection on bi-directional associative recall. S. Mitra, Proc. IEEE/SMC Conf., Vol. 1, 989, 1994 Estados Unidos).
Estuvo entre los primeros en el mundo en inventar la Grabación de la Percepción Voluntaria (Voluntary Perception Recording) y un entorno interconectado de computadores, muchos años antes de la creación del Internet. (Voluntary perception analysis - a new measurement device. S. Mitra, Media and Technology for Human Resources Development, Oct. 1989, India and Imaginet - An associative, non-linear, multimedia storage and retrieval system. S. Mitra and Ajay Magon, Multimedia Computer and Communications (INFOCOM ’92), Tata McGraw Hill pp20-30, (1992), Bombay, India).
Como parte del trabajo de Mitra en el NIIT, creó el primer currículo y pedagogía para esa organización, seguido por años de investigación sobre estilos de aprendizaje, mecanismos de aprendizaje, muchos de ellos ahora patentados, multimedia y métodos de aprendizaje. Culminando en su obra más sobresaliente, los experimentos con el aprendizaje infantil llamados “hole in the wall”. Desde 1999, ha demostrado de forma convincente que los grupos de niños, independientemente de quiénes sean o dónde estén, pueden aprender a usar los computadores y el internet por su propia cuenta usando computadores públicos en espacios abiertos como las carreteras o zonas recreativas (Mitra, Sugata, Ritu Dangwal, Shiffon Chatterjee, Swati Jha, Ravinder S. Bisht and Preeti Kapur (2005), Acquisition of Computer Literacy on Shared Public Computers: Children and the “Hole in the wall”, Australasian Journal of Educational Technology, 21(3), 407-426.). Su publicación fue catalogada como la mejor publicación de acceso abierto en el mundo para el 2005, y fue galardonada con el premio Dewang Mehta por innovación en Tecnologías de la información ese mismo año.

### SOLEs y SOMEs
De los experimentos vio que los estudiantes tenían mejores resultados al tener a un adulto que diera motivación y consejo, y pensó que las abuelas eran expertas en eso, por lo que decidió crear una red de abuelas que ayudara en estos procesos. En 2009, escribió una columna para el diario inglés The Guardian, donde pedía voluntarios para crear una red de abuelas que enseñaran canciones de niños conectándose con escuelas en la India rural para enseñarles el idioma inglés. Esa red se llamó "nube de abuelas" (granny cloud en inglés), y funciona hasta el día de hoy.
Creó los conceptos de SOLE, o "ambientes de aprendizaje auto-organizativos" (Self Organising Learning Environments en inglés) y SOME, "ambientes mediados autoorganizativos (Self Organized Mediation Environments), donde los niños trabajan en la sala de clase, utilizando metodologías derivadas del proyecto HIW. El profesor es un mediador que propone preguntas a las que los niños en grupos deben investigar. Mitra considera que la "granny cloud" es un elemento inicial, ya que les enseña inglés, lo que les ayuda a usar Internet más fácilmente.
Al recibir el premio TED, en 2013, dijo 

En un mundo ideal, deberíamos tener grandes escuelas con grandes profesores absolutamente en todos lados. Sin embargo, la realidad es que siempre habrá lugares donde buenos profesores no puedan o no quieran ir (...) Si vamos a nivelar la cancha de la educación en el mundo, necesitamos un sistema alternativo que también prepare a los niños a entrar a un ambiente de trabajo tecnológico (...) Ayúdenme a construir una escuela en la nube, un laboratorio de aprendizaje en la India donde los niños se puedan embarcar en aventuras intelectuales al sentirse atraídos y conectados con mentores e información en línea
S.Mitra

En 2013, se hizo conocido el caso de una estudiante en México, proveniente de una zona de muy malos resultados que obtuvo el mejor puntaje nacional en la prueba estandarizada de matemáticas, donde el profesor usaba los métodos de S.Mitra. Cuando le preguntaron a ella porqué no lo había manifestado su talento antes, dijo "porque nadie lo había hecho interesante".
Mitra ha sido descrito como un polímata por la University of London, ya que sus 30 años de investigación cubren una amplia variedad de disciplinas.

### Críticas
Los críticos han cuestionado si dejar las computadoras en las aldeas resulta en mejoras en matemáticas y otras habilidades.
En un estudio realizado en Perú, con cierta similitud con los estudios de Sugata Mitra, pero con muchas diferencias (número de computadoras portátiles, cómo se construyeron las tareas pedagógicas, etc.), Michael Trucano no encontró evidencia de aumentos en estas habilidades clave. Otros ven la idea como un reciclaje de lo que ven como un plan "Tirar hardware en las escuelas y esperar que suceda la magia".

## Libros
- Mitra, Sugata. The Hole in the Wall: Self-Organising Systems in Education (en inglés). ISBN 0070617872.
- Mitra, Sugata (2012).  TED Books, ed. Beyond the Hole in the Wall: Discover the Power of Self-Organized Learning (en inglés). p. 54. ISBN B0070YZSFQ |isbn= incorrecto (ayuda).
- Mitra, Sugata (2001). Introduction to Multimedia Systems (Communications, Networking and Multimedia) (en inglés). Academic Press. p. 207. ISBN B006U9Q3II |isbn= incorrecto (ayuda).

## Premios y reconocimientos
En 2005 ganó el premio Dewang Mehta por innovación en Tecnologías de la información.
En junio del 2012, Mitra ganó el Leonardo European Corporate Learning Award en la categoría "Cruzando fronteras".
En 2013 el profesor Mitra obtuvo el premio TED de Tecnología, Entretenimiento y Diseño dotado con un millón de dólares.
En 2015 participó en la primera versión TEDxUniSabana, siendo la primera vez que un TEDPrize visitó Colombia.